# Дуванейский
Дуванейский — упразднённый в 2006 году посёлок в  Аскинском районе Республики Башкортостан Российской Федерации. Входила на момент упразднения в состав в Куяштырского сельсовета. 

## Топоним
Ранее известен также как Верхне-Дуванейский, Кособачево.

## История
На 1920-й год: выселок, Аскинская волость, Бирский кантон.
Упразднена Законом Республики Башкортостан от 29.12.2006 N 404-з «О внесении изменений в административно-территориальное устройство Республики Башкортостан в связи с объединением, упразднением, изменением статуса населённых пунктов и переносом административных центров» (ст.1, п. 3).

## Карта
Лист карты O-40-138. Масштаб: 1 : 100 000. Состояние местности на 1982 год. Издание 1984 г.